# Kredowanie
Kredowanie – uszkodzenie powłoki malarskiej objawiające się pojawianiem się mikropęknięć i rozpadem wierzchniej warstwy powłoki na drobny proszek, powstaje w wyniku niszczenia wierzchniej warstwy spoiwa powłoki. Przetarcie powłoki pozostawia na przecierającym materiale drobny proszek podobny do kredy. W przypadku znacznego kredowania farba traci połysk i następuje blaknięcie kolorów. 
Główną przyczyną kredowania jest działanie ultrafioletu na spoiwo powłoki, oprócz tego kredowaniu sprzyja działanie dużej wilgotności, dwutlenku siarki, błędy produkcji i przygotowania farby do malowania, niestosowanie powłok uszczelniających i ochronnych, brak lub nieodpowiednia pielęgnacja powłok. 
Uszkodzone w niewielkim stopniu nawierzchnie można naprawiać. Powłoki nakładane na silnie kredujące powłoki nie wiążą się z nimi, dlatego przed położeniem kolejnych powłok konieczne jest oczyszczenie lub usunięcie kredującej warstwy.